# Heteropterys pauciflora
Heteropterys pauciflora är en tvåhjärtbladig växtart som först beskrevs av Adrien Henri Laurent de Jussieu, och fick sitt nu gällande namn av Adrien Henri Laurent de Jussieu. Heteropterys pauciflora ingår i släktet Heteropterys och familjen Malpighiaceae. Inga underarter finns listade i Catalogue of Life.